# David Aganzo
David Aganzo Méndez (Leganés, Madrid, 10 de enero de 1981) es un exfutbolista y dirigente deportivo español, actual presidente de la Asociación de Futbolistas Españoles (AFE) y de la Federación Internacional de Futbolistas Profesionales (FIFPro). Sucedió en noviembre de 2017 a Luis Rubiales, también exfutbolista y posterior presidente de la Real Federación Española de Fútbol hasta su suspensión en 2023, y fue apoyado por más del 98 % de la asamblea. En abril de 2021, fue reelegido como presidente en las primeras elecciones de la historia de AFE, con un mandato de cuatro años. En noviembre del 2021, fue elegido también presidente de FIFPro, convirtiéndose así en el presidente más joven de este sindicato futbolístico. Además, cuenta con el título de director deportivo y gestor deportivo de la RFEF.
En su carrera deportiva como futbolista, Aganzo jugó como delantero en numerosos equipos de primer nivel como: R. C. D. Español, Real Valladolid, Racing de Santander, Rayo Vallecano, llegando a debutar con el primer equipo del Real Madrid con tan solo 18 años. Cabe destacar algunos reconocimientos como: Campeón de Europa con el Real Madrid en la Liga de Campeones de la UEFA 1999-2000, Campeón de la Copa Mundial de Fútbol Sub-20 de 1999 y dos ascensos a Primera División (Levante Unión Deportiva en 2004 y Rayo Vallecano de Madrid en 2011).

## Trayectoria deportiva
David Aganzo inició su carrera como una de las promesas más importantes de Ciudad Deportiva del Real Madrid C. F. llegando a debutar con 18 años en el primer equipo de la mano de Vicente del Bosque, tras iniciar la temporada con el Real Madrid Club de Fútbol "C" (3.ª División). Además disputó un partido de octavos de final de la Liga de Campeones entre los merengues y el Rosenborg B.K., lo que le permitió sumar en su palmarés la Copa de Europa 1999-2000.
La siguiente temporada marchó cedido al R. C. D. Espanyol (1.ª División), aunque en el mercado invernal abandonó la entidad perica sin debutar para recalar como cedido en el C.F. Extremadura (2.ª División) donde anotó 5 goles en 11 partidos. En la temporada 2001-2002 regresó como cedido al R. C. D. Espanyol (1.ª División), pero no consiguió la continuidad de minutos deseada por el jugador. Las dos siguientes temporadas estuvo cedido en el Real Valladolid C.F. (1.ª División), anotando 9 goles en 30 partidos; y en el Levante U. D. (2.ª División), anotando 9 goles en 33 partidos ayudando al ascenso grana tras 40 años sin jugar en 1.ª División.
En verano de 2004 fue traspasado al R. Racing C. de Santander (1.ª División) firmando un contrato de 4 temporadas. En el conjunto montañés fue perdiendo protagonismo a lo largo de las tres temporadas que permaneció en el equipo pasando de jugar 26 partidos en la primera temporada a 6 en la segunda (En la segunda temporada en el mercado de invierno salió cedido al Beitar Jerusalén de la Liga Premier de Israel). Así pues el último día del mercado de fichajes de la temporada 2007-2008 se desvinculó del equipo y firmó por el Deportivo Alavés (2.ª División).
La crisis financiera del equipo alavesista obligó a la entidad a darle la carta de libertad para fichar por el Rayo Vallecano de Madrid (2.ª División), recién ascendido a la categoría. En el club franjirrojo fue donde practicó su mejor fútbol, siendo habitualmente titular en la delantera del equipo, y contribuyendo con sus goles al ascenso a 1.ª División en la temporada 2010-2011. Tras el ascenso su enfrentamiento público con la directiva rayista por los conocidos impagos y la entrada en ley concursal derivó en su salida del club.
En agosto de 2011 tras parecer estar cerrado su fichaje por el Elche C. F. (2.ª División) fichó por el Hércules de Alicante C.F. (2.ª División), recién descendido de 1.ª División. La temporada estuvo plagada de lesiones, por lo que el cuadro alicantino descartó su continuidad en el club.
Al principio de la temporada 2012-13 se quedó sin equipo y estuvo entrenándose en la V Edición Sesiones AFE, que organiza la AFE, para futbolistas sin equipo que se celebrará desde el 31 de agosto hasta el 13 de septiembre, y firmó por el Aris Salónica F.C. (Superliga de Grecia).
Tras dos temporadas en Grecia regresó a la 2.ª División para fichar por el C. D. Lugo, donde una lesión le impidió jugar durante toda la segunda vuelta y finalmente provocó que colgara las botas de fútbol.
Ha sido internacional en todas las categorías menos la absoluta, siendo campeón del mundo sub-20.

## Trayectoria institucional
David Aganzo fue nombrado presidente de AFE en noviembre de 2017 con el respaldo del 98,58 % de los votos de los afiliados y afiliadas. Meses después de acceder a la presidencia, ingresó en el Comité Ejecutivo de FIFPro (Federación Internacional de Futbolistas Profesionales), órgano de vital importancia para defender los derechos de miles de futbolistas de todo el mundo. Una de sus primeras acciones fue su firme oposición y del sindicato a que se disputara, como pretendía la LaLiga, un partido de Liga en Miami, al entender que no se había tenido en cuenta la opinión de los futbolistas, también que se podría adulterar la competición.
Durante su mandato, AFE firmó con la Real Federación Española de Fútbol la creación de un Fondo de Garantía Salarial para los futbolistas de Tercera División. Además, bajo su presidencia se firmó el primer e histórico Convenio Colectivo para las futbolistas de Primera División Femenina de España. También se consiguió la aprobación de la Comisión de Cultura y Deporte del Congreso de los Diputados, iniciativa impulsada desde AFE, para que los partidos de fútbol femenino aparezcan en La Quiniela (España).
Durante el inicio de la pandemia provocada por la COVID-19, impulsó en 2020 diferentes acciones para proteger al colectivo de futbolistas, tanto a nivel laboral como en todo lo relacionado con preservar su salud. Así, AFE creó un Fondo de Ayuda y Emergencia, al que dotó de 1.261.320 euros. Además, se destinaron 640.000 euros para la compra del material necesario para que los y las futbolistas del fútbol no profesional (Segunda B, Tercera, Primera y Segunda femenina) pudieran jugar a lo largo de la temporada 2020/2021.
La junta directiva de AFE acordó el 19 de febrero de 2021 convocar elecciones a miembros de junta directiva de la Asociación de Futbolistas Españoles, presentándose a estas históricas elecciones David Aganzo y Gaizka Toquero. El 22 de abril la Comisión Electoral proclamó oficialmente como ganadora la candidatura de David Aganzo, que sumó 3.079 votos, por 1.808 de su contrincante.
En 2021, David Aganzo fue elegido presidente de FIFPro, la Federación Internacional de Futbolistas Profesionales, que representa a nivel mundial a 65.000 jugadores y está formada por 70 asociaciones de todo el mundo. Aganzo fue votado mayoritariamente en la Asamblea General celebrada en París del 16 al 18 de noviembre para suceder en el puesto a Philippe Piat, convirtiéndose así en el presidente más joven de este sindicato futbolístico, con un mandato de 4 años.

## Clubes
| Club                          | País   | Periodo   | Liga | Goles |
| ----------------------------- | ------ | --------- | ---- | ----- |
| Real Madrid C. F.             | España | 1999-2000 | 4    | 1     |
| R. C. D. Espanyol (Cedido)    | España | 2000      | 0    | 0     |
| C.F. Extremadura (Cedido)     | España | 2001      | 16   | 8     |
| R. C. D. Espanyol (Cedido)    | España | 2001-2002 | 12   | 2     |
| Real Valladolid C.F. (Cedido) | España | 2002-2003 | 30   | 9     |
| Levante U. D. (Cedido)        | España | 2003-2004 | 33   | 9     |
| R. Racing C. de Santander     | España | 2004-2005 | 26   | 6     |
| R. Racing C. de Santander     | España | 2005      | 17   | 6     |
| Beitar Jerusalén (Cedido)     | Israel | 2006      | 10   | 3     |
| R. Racing C. de Santander     | España | 2006-2007 | 6    | 1     |
| Deportivo Alavés              | España | 2007-2008 | 38   | 15    |
| Rayo Vallecano de Madrid      | España | 2008-2009 | 30   | 12    |
| Rayo Vallecano de Madrid      | España | 2009-2010 | 19   | 9     |
| Rayo Vallecano de Madrid      | España | 2010-2011 | 23   | 7     |
| Hércules de Alicante CF..     | España | 2011-2012 | 20   | 2     |
| Aris Salónica F.C.            | Grecia | 2012-2013 | 21   | 9     |
| Aris Salónica F.C.            | Grecia | 2013-2014 | 19   | 3     |
| C. D. Lugo                    | España | 2014-2015 | 11   | 3     |

## Palmarés

### Copas internacionales
| Título            | Equipo (*)  | País   | Año  |
| ----------------- | ----------- | ------ | ---- |
| Liga de Campeones | Real Madrid | España | 2000 |

### Selección
| Título                        | Equipo (*)         | País    | Año  |
| ----------------------------- | ------------------ | ------- | ---- |
| Copa Mundial de Fútbol Sub-20 | Selección Española | Nigeria | 1999 |